# White Caps Turnhout
Ice Hockey Club (IHC) Turnhout Tigers was een Belgische ijshockeyclub uit Turnhout. 

## Geschiedenis
De club werd opgericht in 1981 als Turnhoutse IJshockey Club White Caps en kwam lange tijd uit in de eredivisie.
In de seizoenen 2010/11 en 2011/12 nam de club tevens deel in de reguliere competitie van de Nederlandse eredivisie, het laatste seizoen trok de club zich halverwege terug. In het seizoen 2011/12 nam het ook deel aan de bekercompetitie die voorafgaand aan de competitie werd gespeeld.
In juni 2015 werd de naam gewijzigd naar IHC Turnhout Tigers. Hierop volgend werd tijdens het seizoen 2015-'16 aangetreden in de BeNe-league. Het daaropvolgende seizoen kwam de club echter uit in de Elite league. 
Voor het seizoen 2019-'20 werden de activiteiten gestaakt, na de sluiting van de tijdelijke schaatsbaan IJssportcentrum Turnhout op de Everdongenlaan. In totaal werd de club viermaal landskampioen en wonnen ze vijfmaal de Beker van België.

## Erelijst
- Landskampioen[4] in 2006, 2007, 2008 en 2011
- Bekerwinnaar in 2004, 2007, 2008, 2009 en 2011